# Marcus Siepen

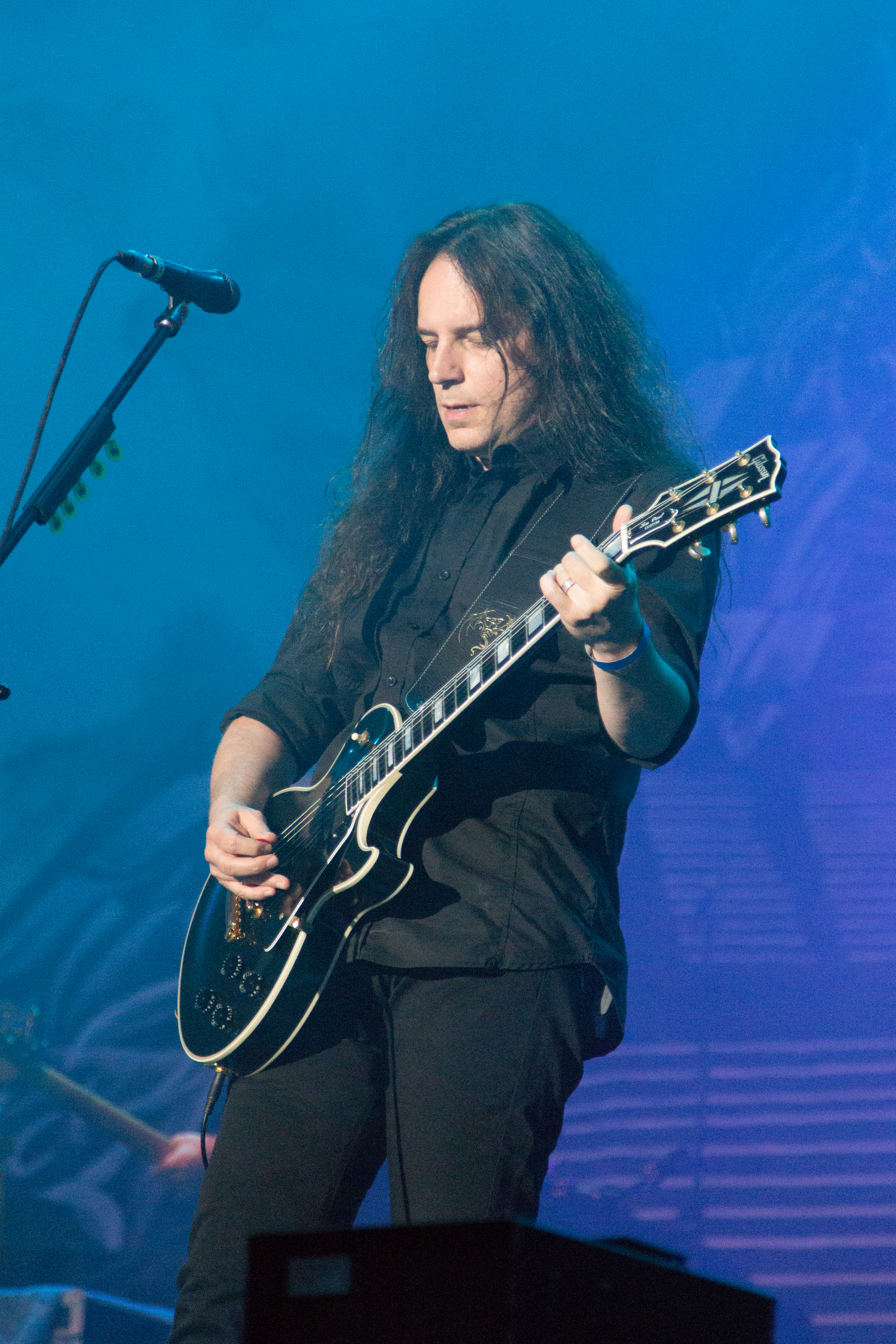

Marcus Siepen (ur. 8 września 1968 w Krefeld, Niemcy) – niemiecki gitarzysta grający w power metalowym zespole Blind Guardian. W latach 2012 –2015 był również członkiem zespołu Sinbreed, obecnie również jest koncertowym członkiem grupy Demons & Wizards.

## Instrumentarium
- Gibson Les Paul Standard
- Gibson Les Paul Custom
- Gibson Flying V, Gibson J-45[2]